# Ворріерс-Марк Тауншип (округ Гантінгдон, Пенсільванія)
Ворріерс-Марк Тауншип (англ. Warriors Mark Township) — селище (англ. township) в США, в окрузі Гантінгдон штату Пенсільванія. Населення — 1871 особа (2020).

## Демографія
Згідно з переписом 2010 року, у селищі мешкало 1796 осіб у 701 домогосподарстві у складі 529 родин. Було 754 помешкання
Расовий склад населення:
| - 98,9 % — білих - 0,6 % — чорних або афроамериканців - 0,1 % — корінних американців |

До двох чи більше рас належало 0,4 %. Частка іспаномовних становила 0,4 % від усіх жителів.
За віковим діапазоном населення розподілялося таким чином: 23,8 % — особи молодші 18 років, 62,5 % — особи у віці 18—64 років, 13,7 % — особи у віці 65 років та старші. Медіана віку мешканця становила 42,4 року. На 100 осіб жіночої статі у селищі припадало 96,9 чоловіків;  на 100 жінок у віці від 18 років та старших — 96,6 чоловіків також старших 18 років.
Середній дохід на одне домашнє господарство  становив 71 809 доларів США (медіана — 53 333), а середній дохід на одну сім'ю — 81 023 долари (медіана — 62 292). Медіана доходів становила 41 875 доларів для чоловіків та 31 574 долари для жінок. За межею бідності перебувало 5,9 % осіб, у тому числі 5,3 % дітей у віці до 18 років та 4,6 % осіб у віці 65 років та старших.
Цивільне працевлаштоване населення становило 978 осіб. Основні галузі зайнятості: освіта, охорона здоров'я та соціальна допомога — 27,4 %, роздрібна торгівля — 14,7 %, виробництво — 12,5 %.